# Atractus lehmanni
Atractus lehmanni — вид змій родини полозових (Colubridae). Мешкає в Колумбії. Вид названий на честь Фрідріха Карла Лехманна, німецького консула в Колумбії і натураліста.

## Поширення і екологія
Atractus lehmanni мешкають в горах Західного і Центрального хребта Колумбійських Анд та в долині річки Каука, можливо, також на західних схилах Еквадорських Анд. Вони живуть в тропічних лісах, на пасовищах і полях.